# Ratusz w Dąbiu
Ratusz w Dąbiu nad Nerem – budynek mieszczący się na północnej pierzei rynku (placu Mickiewicza), naprzeciw zabytkowego kościoła św. Mikołaja. Mieści władze miejskie i gminne.

## Historia i architektura
Obiekt zbudowany w latach 1811-1814 składa się z trzech części: piętrowego budynku głównego na planie zbliżonym do kwadratu i dwóch parterowych, wolno stojących pawilonów. Budynek główny posiada okazały frontowy, dwukondygnacyjny portyk z wkomponowanym balkonem na piętrze. Nad nim umieszczona jest mansarda z herbem miasta. Nad czterospadowym dachem krytym dachówką wznosi się cylindryczna wieża z metalową balustradą, zakończona płaską kopułą. Dachy pawilonów zwieńczone są attykami. 

## Tablice pamiątkowe
Na elewacjach wmurowano tablice pamiątkowe:
- na frontowej poświęconą członkom Polskiej Organizacji Wojskowej, działającej w latach 1915-1919,
- na zachodniej upamiętniającą walki niemiecko-rosyjskie w 1914 (z oryginalnymi kulami armatnimi)[2].